# Mongolicosa buryatica
Mongolicosa buryatica Marusik, Azarkina & Koponen, 2004 è un ragno appartenente alla famiglia Lycosidae.

## Etimologia
Il nome del genere deriva dalla nazione di rinvenimento della maggior parte degli esemplari: la Mongolia, seguita dal suffisso -cosa, che è tipico di gran parte dei generi delle Lycosidae.
Il nome proprio della specie deriva dalla regione di rinvenimento degli esemplari: la repubblica russa della Buryatia.

## Caratteristiche
L'olotipo maschile rinvenuto ha lunghezza totale è di 7,20mm; la lunghezza del cefalotorace è di 3,90mm, e la larghezza è di 2,90mm.
I paratipi femminili rinvenuti hanno lunghezza totale è di 9,00mm; la lunghezza del cefalotorace è di 3,60mm, e la larghezza è di 2,75mm.

## Distribuzione
La specie è stata reperita nella repubblica russa della Buriazia occidentale: 55 chilometri a sudovest della città di Orlik nel rajon di Okinskij.

## Tassonomia
Al 2017 non sono note sottospecie e dal 2015 non sono stati esaminati nuovi esemplari.